# Platygaster tuberosula
Platygaster tuberosula is een vliesvleugelig insect uit de familie van de Platygastridae. De wetenschappelijke naam van de soort is voor het eerst geldig gepubliceerd in 1926 door Kieffer.